# إريك فايفر
إريك فايفر (بالألمانية: Erik Pfeifer)‏ (مواليد 22 يناير 1987) هو ملاكم ألماني، مثّل بلاده في الألعاب الأولمبية الصيفية 2012.

## روابط خارجية
إريك فايفر على موقع بوكس ريك (الإنجليزية) (registration required)
- إريك فايفر على موقع اللجنة الأولمبية الدولية (الإنجليزية)
- إريك فايفر على موقع أوليمبيديا (الإنجليزية)
- إريك فايفر على موقع اللجنة الأولمبية الألمانية (الألمانية)